# شین کوجوکارل
شین کوجوکارل (انگلیسی: Shane Cojocarel؛ زادهٔ ۲۰ مارس ۱۹۹۷) بازیکن فوتبال است.
از باشگاه‌هایی که در آن بازی کرده‌است می‌توان به باشگاه فوتبال بارنت اشاره کرد.
وی همچنین در تیم ملی فوتبال Romania U16 بازی کرده‌است.